# David Yallop
David Anthony Yallop (Londra, 27 gennaio 1937 – Londra, 31 agosto 2018) è stato un saggista britannico, agnostico, specializzato soprattutto in saggi attinenti a crimini insoluti e a misteri non ancora svelati.

## Biografia
Ha collaborato, soprattutto negli anni 1970, con la BBC. Tra le sue opere più famose va annoverato il vero e proprio best seller In nome di Dio, riguardante la prematura scomparsa di papa Giovanni Paolo I. Una smentita circa la sua ricostruzione dei fatti in merito alla misteriosa morte di Albino Luciani, nonostante nella prefazione dell'edizione italiana del suo libro fosse stata provocatoriamente sollecitata da parte dell'autore al Vaticano, non è mai arrivata. Nel poscritto alla succitata prefazione, Yallop afferma: «Un cardinale ha osservato: "Siamo qui da circa duemila anni. Saremo qui ancora molto dopo che David Yallop sarà morto"». La tematica vaticanista ritorna anche in Il potere e la gloria, dedicato al ruolo di papa Giovanni Paolo II nella politica internazionale. È stato sposato due volte e ha avuto cinque figli.

## Opere
- To Encourage The Others
- Quel giorno smettemmo di ridere, Orig. The Day The Laughter Stopped, Pironti, Napoli, 1987)
- Beyond Reasonable Doubt?
- Liberaci dal male, Orig. Deliver Us From Evil, Pironti, Napoli, 1987)
- In nome di Dio, Orig. In God's Name Pironti, Napoli, 2001 [1997]) ISBN 88-7937-056-1
- Carlos. La caccia allo Sciacallo, Orig. To the Ends of the Earth, Feltrinelli, 1993
- How They Stole the Game
- Unholy Alliance
- Habemus Papam. Il potere e la gloria: dalla morte di papa Luciani all'ascesa di Ratzinger, Orig. The Power and the Glory, Nuovi mondi (2006) ISBN 888909124X